# 蔚州关帝庙
蔚州关帝庙，又名三义殿，位于中国河北省张家口市蔚县县城蔚州镇南关大街133号蔚县第三中学内，释迦寺西侧，已先后公布为省级文物保护单位和全国重点文物保护单位。

## 历史
蔚州关帝庙始建于元至元五年（1399年），明、清重修。

## 建筑
蔚县关帝庙占地面积约1600平方米，现存四座古建筑保存较好，均为明代风格，分布在南北纵轴线上，包括倒座戏楼、享殿、关帝殿以及三义殿四座古建，自成一体。关帝殿和三义殿之间的诸葛楼于2015年拆除改建阅览室。原有的山门、钟鼓楼及厢房均已被毁。
戏楼坐南朝北，面宽三间，进深四间。前台卷棚歇山顶，后台硬山顶，额枋施和玺彩画。
享殿为庑殿顶，前出卷棚廊式，面阔三间，进深四间，檐下置三踩斗栱。
中殿关帝殿面阔、进深均为三间，歇山顶，檐下置三踩斗栱，前出卷棚顶抱厦，山墙绘关羽故事壁画。
后殿三义殿为歇山顶，面宽三间，进深二间，檐下四周置单翘单昂五踩斗栱，拱眼壁有彩绘图案。

## 保护
1993年7月15日，蔚县关帝庙由河北省人民政府公布为河北省文物保护单位。
2013年3月5日，蔚县关帝庙被中华人民共和国国务院公布为第七批全国重点文物保护单位，编号7-0739-3-037。 